# Helina victoria
Helina victoria är en tvåvingeart som beskrevs av Malloch 1922. Helina victoria ingår i släktet Helina och familjen husflugor. Inga underarter finns listade i Catalogue of Life.